# Catedral de Worms

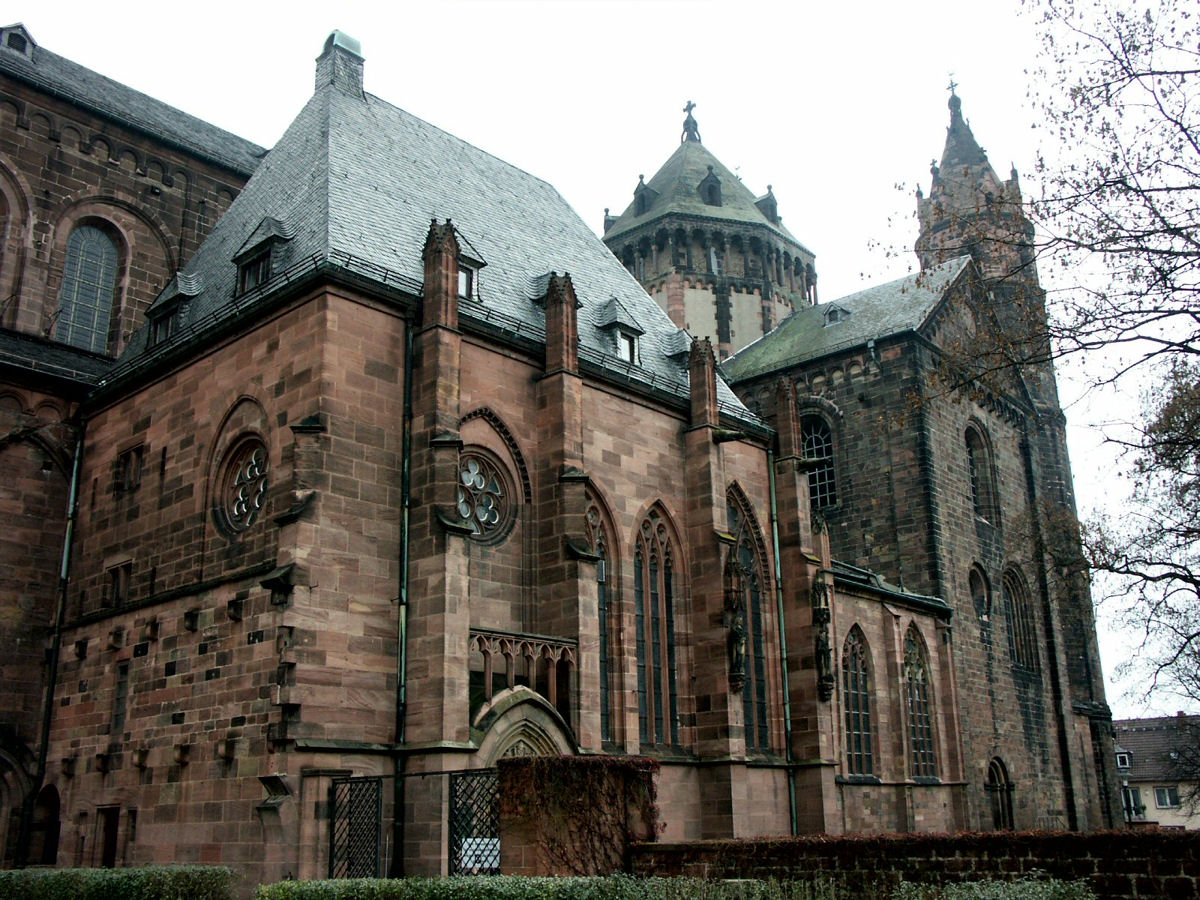
Vista lateral.

A Catedral de São Pedro é a mais importante Igreja de Worms, na Alemanha. Juntamente com a Catedral de Mainz, repete fielmente o esquema arquitetônico da Catedral de Speyer: planta basilical, três naves com tramos simétricos.

## História

### Idade Média

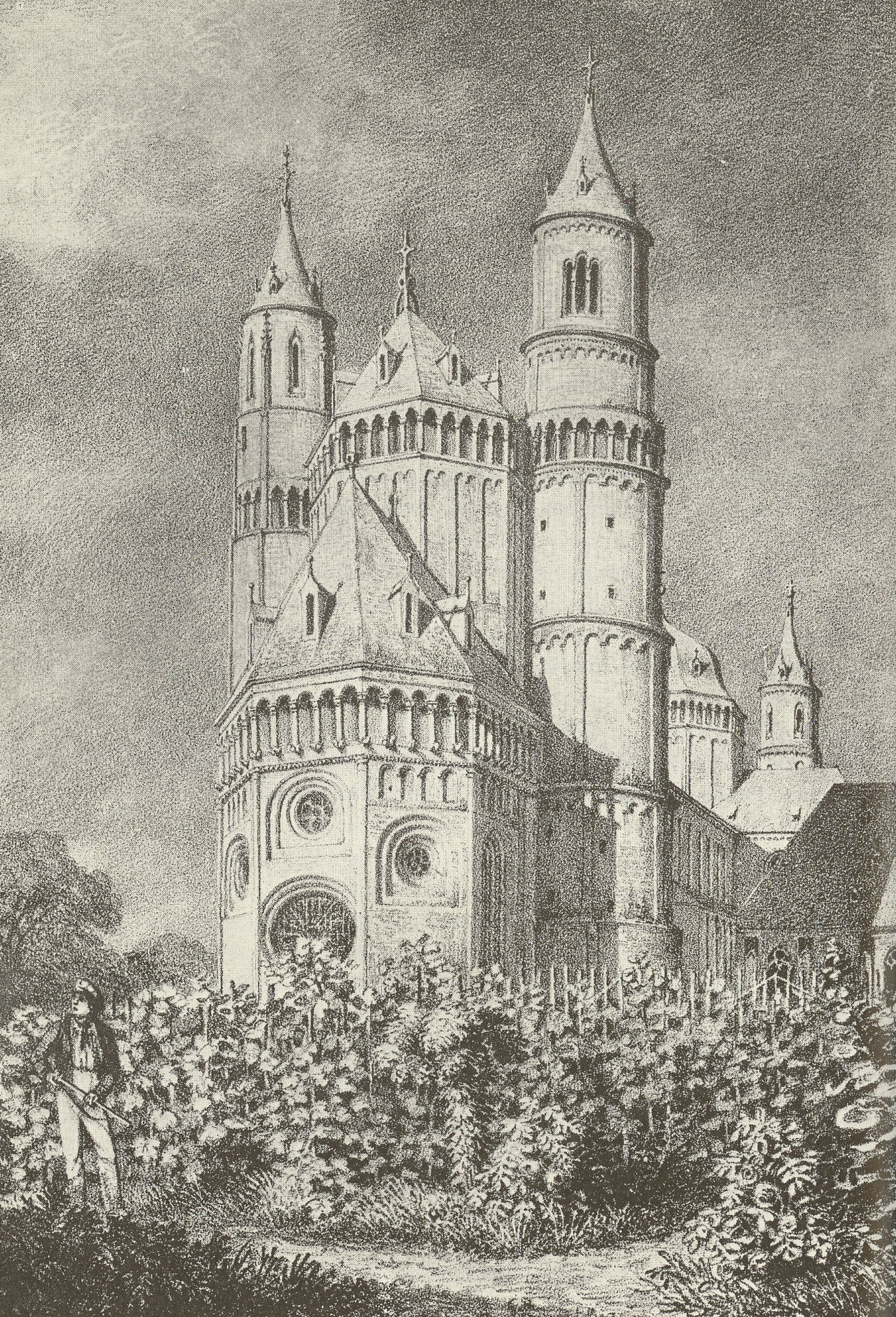
Fachada oeste, em 1824.

Worms e sua catedral foram locais de eventos importantes, entre os quais podendo-se mencionar a Concordata de Worms em 1122, que pos fim à Questão das Investiduras. Frederico Barbarossa favoreceu enormemente a catedral, quando em 1156 sua mulher Beatriz I de Borgonha foi coroada rainha na catedral, tendo o casal doado à igreja uma relíquia de são Nicolau de Mira. Em 1184 Barbarrossa concedeu o privilégio de cidade livre a Worms. Em 1235 casou-se na catedral a princesa Isabel da Inglaterra.

### Guerra dos nove anos
O destino da cidade foi selado el 31 de maio de 1689 (Guerra dos Nove Anos), quando as tropas de Luís XIV de França a destruiram e, depois de uma primeira tentativa, incendiaram também a catedral. Por sorte as bombas colocadas no interior não explodiram, com a exceção de duas, que derrubaram parte do teto. A reconstrução iniciou-se em 1694, e em 1732 a catedral apresentava um aspecto barroco, e logo depois foi destruída durante a Revolução Francesa.

## Construção

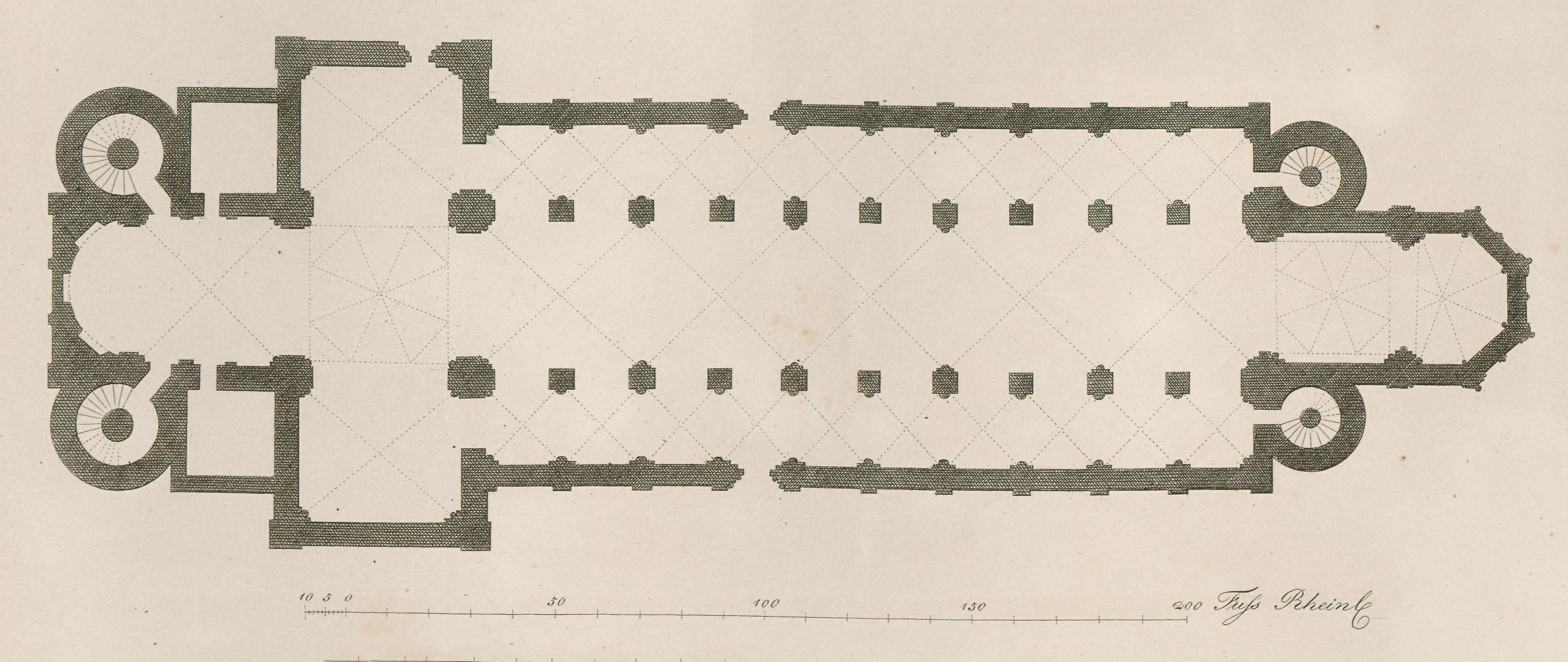
Planta da Catedral.

Foi iniciada em 1125. O clerestório é de 1160. Para a consagração de 1181 também o coro ocidental estava completo. O renovado interesse pela arte românica no século XIX levou, não somente para Worms mas para Speyer e Mogúncia, a vários cíclos de restaurações, dentre os quais, para Worms resultou na total demolição e reconstrução do coro ocidental. Os trabalhos acabaram em 1933 e no bombardeio de 1945 a cúpula sucumbiu. As restaurações depois da guerra foram concluídas em 2002. As torres circulares são do período do bispo Burcardo de Worms.